# アン・ホイ
アン・ホイ（許 鞍華、Ann Hui、拼音: Xǔ Ānhuá、1947年5月23日 - ）は、香港の映画監督、脚本家、映画プロデューサーである。

## 来歴
中国遼寧省鞍山市で生まれ、5歳の時に香港に移住。香港大学で英語と文学を学んだ後、ロンドンの映画学校で2年学ぶ。香港に戻り、映画監督キン・フーのアシスタントとなる。その後TVBと契約、テレビドラマやドキュメンタリー作品を手がける。
2008年、第19回福岡アジア文化賞大賞を女性で初めて受賞。2009年の第22回東京国際映画祭では「アン・ホイNow ＆ Then」として天水圍2部作とテレビ作品7本が上映された。
2020年、第77回ヴェネツィア国際映画祭栄誉金獅子賞受賞。

## 人物
- 中国人の父と日本人の母（大分県出身）を持つ。10代の頃、母が日本人であることを知り、当時の反日教育の影響もあって反感を持ったが、徐々に和解していった。代表作の『客途秋恨』は20代後半に母の故郷に2人で旅した経験から生まれたものである。2008年9月現在、香港で母と2人暮らし[1]。
- 1970年代のベトナム難民などを題材にした社会派作品も知られているが、映画で何かを主張したり、問題提起を行うことは不得意で、それが原因で悩んだこともあるという。しかし、「人間性の追究」という自分らしさが出せる分野に気づいてからその悩みは解消された[1]。
- 2020年、アン・ホイについてのドキュメンタリー映画『我が心の香港〜映画監督アン・ホイ』が公開された。

## 主な監督作品
- 獣たちの熱い夜 ある帰還兵の記録（1981年、原題：胡越的故事）
- 望郷（1982年、原題：投奔怒海）
- 傾城之恋（1984年、原題：傾城之戀）
- 清朝皇帝（1987年、原題：書剣恩仇録/香香公主）
- 客途秋恨（1990年、原題：客途秋恨）
- 極道追踪 暴龍in歌舞伎町（1991年、原題：極道追踪）
- 上海の休日（1991年、原題：上海假期）
- 女人、四十。（1995年、原題：女人、四十。）
- スタントウーマン/夢の破片（1996年、原題：阿金）
- 千言萬語（1999年、原題：千言萬語）山形国際ドキュメンタリー映画祭2001にて上映
- スー・チー in ヴィジブル・シークレット（2002年、原題：幽霊人間）
- 男人四十（2002年）アジアフォーカス・福岡国際映画祭2002で上映
- デスパレート 愛されてた記憶（2003年、原題：玉観音）
- おばさんのポストモダン生活（2006年、原題：姨媽的後現代生活）東京国際映画祭ほかで上映
- 生きていく日々（2008年、原題：天水圍的日與夜）アジアフォーカス・福岡国際映画祭2008ほかで上映
- 夜と霧（2009年、原題：天水圍的夜與霧）2009年第22回東京国際映画祭で上映
- 愛に関するすべてのこと（2010年、原題：得閒炒飯）2010年第23回東京国際映画祭で上映
- 桃（タオ）さんのしあわせ（2011年、原題：桃姐）
- 黄金時代（2014年、原題：黃金時代）2014年第27回東京国際映画祭ほかで上映
- 明月幾時有（2017年、原題）
- 第一炉香（2021年、原題：第一爐香）2020年第33回東京国際映画祭ほかで上映
- 七人樂隊（2021年、原題：七人樂隊）「校長先生」(校長) ※七人の監督がそれぞれフィルムで撮影したオムニバス映画。

## 受賞歴
- 望郷
  - 1982年 香港電影金像奨 最優秀監督賞、最優秀作品賞

- 女人、四十。
  - 1995年 香港電影金像奨 最優秀監督賞、最優秀作品賞
  - 1996年 香港金紫荊奨 最優秀監督賞、最優秀作品賞

- 千言萬語
  - 1999年 香港電影金像奨 最優秀作品賞
  - 1999年 台湾電影金馬奨 最優秀監督賞、最優秀作品賞

- スー・チー in ヴィジブル・シークレット
  - 2001年 香港電影評論学会大奨 最優秀監督賞

- おばさんのポストモダン生活
  - 2007年 香港電影評論学会大奨 最優秀監督賞、最優秀作品賞
  - 2008年 第19回 福岡アジア文化賞 大賞

- 生きていく日々
  - 2009年 香港電影評論学会大奨 最優秀監督賞、最優秀作品賞
  - 2009年 香港電影金像奨 最優秀監督賞

- 桃さんのしあわせ
  - 2011年 台湾電影金馬奨 最優秀監督賞
  - 2011年 香港電影評論学会大奨 最優秀作品賞
  - 2012年 沖縄国際映画祭  “Peace部門” 海人(うみんちゅ)賞グランプリ、審査員特別賞「ゴールデンシーサー賞」（映画祭上映時タイトル「Tao Jie（A　Simple　Life）」）[2][3]
  - 2012年 香港電影金像奨 最優秀監督賞、最優秀作品賞

- 黄金時代
  - 2014年 台湾電影金馬奨 最優秀監督賞
  - 2015年 アジア・フィルム・アワード 最優秀監督賞
  - 2015年 香港電影金像奨 最優秀監督賞、最優秀作品賞